# Consulat général de France à Hong Kong
Le consulat général de France à Hong Kong et Macao est une représentation consulaire de la République française en République populaire de Chine. Il est situé à Hong Kong.

## Liste des consuls généraux de France à Hong-Kong
| De   | À    | Consul général                                                                  |
| ---- | ---- | ------------------------------------------------------------------------------- |
| 1862 |      | José d’Aguilar                                                                  |
| 1862 | 1864 | Ernest Godeaux (d) (1833-1906)                                                  |
| 1865 | 1872 | Henry du Chesne (d) (1822-1884)                                                 |
| 1873 | 1876 | Joseph-Adam Sienkiewicz (1836–1898)                                             |
| 1877 | 1878 | Arthur Lanen (1835-1908)                                                        |
| 1878 | 1882 | Gustave Delongraye (d) (1836-1906)                                              |
| 1882 | 1887 | Léon Dejardin (d) (1842-1912)                                                   |
| 1887 | 1888 | Henri Léon Verleye (d) (1842-1895)                                              |
| 1889 | 1892 | Georges Gaston d'Astoaud de Servan de Bezaure dit Gaston de Bezaure (1852-1917) |
| 1893 | 1894 | Georges Félix Gueyraud (1857-1936)                                              |
| 1895 | 1901 | Ernest-Guillaume-Marie-Léon Leroux                                              |
| 1901 | 1916 | Gaston Ernest Liébert (1866-1944)                                               |
| 1916 | 1923 | Raphaël Réau (d) (1872-1928)                                                    |
| 1924 | 1925 | Yves du Courthial (d) (1873-1945)                                               |
| 1926 | 1934 | Georges Dufaure de La Prade (d)                                                 |
| 1934 | 1936 | René Soulange-Teissier (d) (1877-1972)                                          |
| 1936 | 1937 | Jules Leurquin (d) (1885-1945)                                                  |
| 1937 | 1939 | Franck Dupuy (d)                                                                |
| 1940 | 1942 | Louis Reynaud                                                                   |
| 1942 | 1946 | Vacance du poste pendant l'occupation japonaise                                 |
| 1946 | 1951 | Robert-Édouard-Eugène Jobez                                                     |
| 1951 | 1955 | Jacques Dastugue de Soréac de Buzon dit Jacques de Buzon (d) (1911-1990)        |
| 1955 | 1956 | Amédée Beaulieux (d) (1904-1981)                                                |
| 1956 | 1959 | Gérard Raoul-Duval (d) (1908-1977)                                              |
| 1959 | 1962 | Gaston Soulié                                                                   |
| 1962 | 1965 | André Saint-Mleux (1920-2012)                                                   |
| 1968 | 1972 | Gérard Le Saige de La Villèsbrunne (d) (1916-2009)                              |
| 1972 | 1976 | François Geoffroy-Dechaume (d) (1915-1977)                                      |
| 1976 | 1980 | Yves Rodrigue (d) (1923-2016)                                                   |
| 1980 | 1982 | Georges Égal (d) (1932-2010)                                                    |
| 1982 | 1985 | André Travert (d) (1921-1993)                                                   |
| 1985 | 1991 | François Soulé-Susbielles (d) (1935-1999)                                       |
| 1991 | 1992 | Gilles Chouraqui (d) (1947- )                                                   |
| 1992 | 1996 | Laurent Aublin (1949-2009)                                                      |
| 1996 | 1998 | Thierry Dana (d) (1956- )                                                       |
| 1998 | 2002 | Jérôme Pasquier (d) (1957- )                                                    |
| 2002 | 2005 | Serge Mostura (d) (1956- )                                                      |
| 2005 | 2009 | Jean-Pierre Thébault (d) (1961- )                                               |
| 2009 | 2010 | Marc Fonbaustier (1964- )                                                       |
| 2011 | 2015 | Arnaud Barthélémy (d) (1972- )                                                  |
| 2015 | 2018 | Éric Berti (d) (1959- )                                                         |
| 2018 | 2022 | Alexandre Giorgini (d) (1974- )                                                 |
| 2022 | auj. | Christile Drulhe (d) (1975- )                                                   |